# Helsonia plata
Helsonia plata är en spindelart som beskrevs av Forster 1970. Helsonia plata ingår i släktet Helsonia och familjen Desidae. Inga underarter finns listade i Catalogue of Life.